# Tim Firth
Tim Firth (Warrington, 13 ottobre 1964) è un drammaturgo, sceneggiatore e paroliere britannico.

## Vita e carriera
Dopo aver incontrato Alan Ayckbourn a Scarborough gli fu commissionato un atto unico per il Stephen Joseph Theatre, che ottenne un grande successo. Ayckbourn gli chiese così di scriverne un testo completo, poi trasferito nel West End è oggi grande successo.
Calendar Girls, è l'adattamento teatrale del suo stesso film Calendar Girls, che ha debuttato in l'Inghilterra durante la stagione 2008-2009, battendo tutti i record d'incassi nel West End. 
Nel marzo 2010 Firth ha ricevuto l'onorificenza dell'Università di Chester, con un Dottorato in Letteratura.
Nel 2013, ha debuttato il primo musical di Tim Firth's 'This Is My Family' con libretto e musiche dell'autore.  This Is My Family won the Uk Theatre Awards, Best New Musical and Sian Philipes won Best Supporting Actress.

## Opere teatrali di Tim Firth
- The Girls - Musical (2015)
- This Is My Family (2013) - Vincitore miglior musical  - UK Theatre Awards,
- Neville's Island (revival) Chichester (2013)
- Our House (2003) - Premio Olivier Award per miglior musical e Hilton Award per miglior musical
- Calendar Girls (2008) - Premio What's On Stage per miglior commedia. Edita in Italia da sillabe edizioni
- Sign of the Times (2009) - (developed from A Man Of Letters (1991)
- The Flint Street Nativity (2006)
- The Safari Party (2002)
- Neville's Island (1992) - Nomination al premio Olivier award come migliore commedia.